# مقاطعة تشيني (نبراسكا)
مقاطعة تشيني (بالإنجليزية: Cheyenne County)‏ هي إحدى مقاطعات ولاية نبراسكا في الولايات المتحدة الأمريكية.